# Heinrich Mertens
Heinrich Mertens (* 6. Februar 1906 in Düsseldorf; † 16. Juni 1968 in Österreich) war Publizist und Herausgeber der Monatsschrift „Das Rote Blatt der katholischen Sozialisten“ sowie Oberbürgermeister von Halle und Jena. 1947 flüchtete er aus der sowjetischen Besatzungszone.

## Leben
Heinrich Mertens entstammte dem rheinisch-katholischen Arbeitermilieu; er wurde am 6. Februar 1906 in Düsseldorf geboren. Der Vater war Stahlarbeiter, seine Mutter kam aus einer jüdischen Handwerkerfamilie. Der Besuch des Gymnasiums blieb ihm aus finanziellen Gründen verwehrt. Nach der kaufmännischen Lehre (1919–1922) und etwa sechsmonatigem Aufenthalt in der Missionsschule des Franziskanerordens in Moresnet (Belgien) (1923) ging er gerade 18-jährig nach Wien zu den „Herrgottsknechten“. Das waren junge Katholiken, die unentgeltlich handwerkliche Sozialarbeit leisteten. Sie verzichteten dabei auf Statuten und organisatorisches Gefüge und führten ein bewusst bescheidenes Leben. Mertens gab für sie 1925/26 das Werkheft „Ruf zur Wende – Blätter zur katholischen Erneuerung“ mit heraus. In Wien stieß er zu einem Kreis um den katholischen Sozialreformer Anton Orel (1881–1959) und dessen Wochenblatt „Das neue Volk“. Orels sozial-romantischen Antikapitalismus hielt Mertens aber für überholt und nicht geeignet für die Praxis des Alltags. Die Überwindung des Kapitalismus traute er eher dem Sozialismus zu, wobei er jedoch die materialistischen und atheistischen Elemente der Marxschen Lehre ablehnte. So wendet sich Mertens von Orel ab, auch aufgrund des von diesem vertretenen „Antijudaismus“.
1926 fand er durch Vermittlung des Volksvereins für das katholische Deutschland eine Stelle in der Missionsabteilung der Düsseldorfer Verbandszentrale der Katholischen Jungmännervereine. Aufgrund seines offenen Bekenntnisses zum Sozialismus wurde er auf Veranlassung von Generalpräses Ludwig Wolker (1887–1955) bald entlassen. Er stieß dann auf Vermittlung von Wilhelm Sollmann (1881–1951) zum Redaktionsstab der sozialdemokratischen „Rheinischen Zeitung“ und wurde Herausgeber der Beilage „Die Tribüne“, einem Ausspracheblatt zwischen Christen und Sozialisten. Vermutlich noch im gleichen Jahr trat er der SPD bei, blieb ihr gegenüber aber kritisch.
1928 gründete er den „Bund der katholischen Sozialisten Deutschlands“ und gab ihm mit dem monatlich erscheinenden „Roten Blatt der katholischen Sozialisten“ ein Forum. Die Zentrale des Bundes befand sich in Köln. Die Mitglieder kamen vorwiegend aus den Reihen der Sozialdemokratie. Auch einige junge Kapläne traten unter Pseudonymen bei. Das Rote Blatt, das erstmals im Januar 1929 und letztmals im November/Dezember 1930 erschien, hatte ca. 1800 Abonnenten, vorwiegend katholische Korporationen, Intellektuelle sowie katholische, aber auch einige evangelische Theologen. Ab Januar 1931 wurde das „Rote Blatt“ mit der von Georg Wünsch seit 1929 herausgegebenen „Zeitschrift für Religion und Sozialismus“, dem wissenschaftlichen Organ der evangelischen religiösen Sozialisten, zusammengelegt. Herausgeber blieb Wünsch, die Schriftleitung übernahm Heinrich Mertens.
Prominentes Mitglied des Bundes und geistig führend war Ernst Michel, Leiter der 1921 von den Gewerkschaften in Frankfurt gegründeten „Akademie der Arbeit“. Doch das Ziel, katholischen Glauben mit sozialistischem Gedankengut zu verbinden, wurde nur begrenzt erreicht. Die Sozialdemokratie zeigte sich wenig interessiert, weil sie keinen Mitgliederzuwachs feststellen konnte. Die päpstliche Enzyklika „Quadragesimo anno“ betonte 1931 die Unvereinbarkeit von Christentum und Sozialismus.
Als Stipendiat der Abraham-Lincoln-Stiftung studierte Heinrich Mertens ab dem Sommersemester 1932 in Frankfurt Philosophie, Volkswirtschaft, Pädagogik und Psychologie. Aufgrund einer bestandenen Begabtenprüfung war er im Frühjahr 1932 ohne Reifezeugnis zum Studium zugelassen worden. In der Mainmetropole arbeitete er dann insbesondere am „Institut für Sozialforschung“, wo er auch Kontakte zu Theodor W. Adorno und Max Horkheimer knüpfte. Allerdings zwang ihn der politisch motivierte Entzug des Stipendiums 1933 zum vorzeitigen Abbruch.
Später erhielt er eine Stelle beim Frankfurter Sender. In dieser Position trat er sogar in die SA ein. Dabei hoffte er vergebens auf eine „zweite Revolution“ innerhalb des Nationalsozialismus, nämlich den Aufstand der Sozialisten gegen die Nationalisten.
Im Februar 1936 wurde Mertens im Zusammenhang mit dem Hochverratsprozess gegen den katholischen Priester Joseph Rossaint (1902–1991) von der Gestapo unter dem Vorwurf illegaler marxistischer Bestrebungen verhaftet, aber nach achteinhalb Monaten Einzelhaft mangels Beweisen wieder entlassen. Während des Zweiten Weltkriegs fand Mertens eine Anstellung in der Geschäftsstelle des Berliner Sozietätsverlags. Hier knüpfte er auch Kontakte zu verschiedenen Widerstandsgruppen und beteiligte sich an der Unterstützung untergetauchter Jüdinnen und Juden.
Mit dem Ende des Zweiten Weltkriegs wurde Heinrich Mertens am 14. April 1945 von den US-amerikanischen Streitkräften zum Bürgermeister von Eisleben eingesetzt, blieb aber nur ein gutes halbes Jahr, bis zum 31. Oktober im Amt. Er beteiligte sich an der Gründung der liberalen LDP, für die er im selben Jahr als Nachfolger von Theodor Lieser Oberbürgermeister von Halle (Saale) und – nach dem dortigen Wahlsieg der SED – am 26. September 1946 von Jena wurde. 1947 flüchtete er aus Sorge um seine persönliche Sicherheit mit seiner Frau Maria (die er 1929 geheiratet hatte) und seinen beiden Töchtern in den Westen, wurde u. a. Korrespondent bei der Welt, dann Leiter der Presseabteilung des DGB, danach Mitarbeiter beim WDR und Herausgeber der Zeitschrift „Ost-West-Handel“. In dieser Zeit nahm er auch sein zwischenzeitlich unterbrochenes Engagement in der SPD wieder auf. Er stand dem späteren nordrhein-westfälischen Ministerpräsidenten Heinz Kühn (SPD) nahe. 1968 starb er in Österreich bei einem Verkehrsunfall.

## Schriften
- (Hrsg.): Das Rote Blatt der katholischen Sozialisten. Jahrgang 1 und 2. Mittelrheinische Druckerei und Verlagsanstalt, Köln 1929 / Verlag der religiösen Sozialisten, Mannheim 1930. Unveränderter Neudruck: Auvermann, Glashütten im Taunus 1972.
- Katholische Sozialisten. Verlag der religiösen Sozialisten, Mannheim 1930.
- mit Heinz Kühn und Walter Dirks: Unvergessene Brückenschläge. Hrsg. vom Zentralausschuß der sozialistischen Bildungsgemeinschaften des Landes NRW. Reddigau, Köln 1962.

## Artikel
- Die Position des katholischen Sozialisten. In: Die Schildgenossen. 8, 1928, Nr. 5, S. 422–434.
- Das sehen wir – Das wollen wir! Ruf an die Katholiken. In: Das Rote Blatt der katholischen Sozialisten. 1, 1929, Nr. 1, S. 1.
- Bilanz. Unser Ursprung – Die katholische Kritik – Was wird? In: Das Rote Blatt der katholischen Sozialisten. 1, 1929, Nr. 11/12, S. 69.
- Probleme der katholisch-sozialen Bewegung und die Position der katholischen Sozialisten. In: Zeitschrift für Religion und Sozialismus. 2, 1930, S. 20–34.
- Das Recht und die Aufgabe der katholischen Sozialisten in Kirche und Arbeiterschaft. In: Zeitschrift für Religion und Sozialismus. 2, 1930, S. 351–365.
- Die Enzyklika „Quadragesimo anno“ und die neueste katholische Sozialismuskritik. In: Zeitschrift für Religion und Sozialismus. 3, 1931, S. 389–397.
- Stand oder Klasse? In: Rhein-Mainische Volkszeitung. Nr. 96 vom 26. April 1928, S. 1f. und Nr. 97 vom 27. April 1928, S. 1f.

## Fotos
Fotos von Heinrich Mertens findet sich in:
- Ulrike Nyassi: Wilhelm Sollmann. Teil 2: Zum hundertsten Geburtstag am 1. April 1981. Ausstellung des Historischen Archivs der Stadt Köln in der Halle des Historischen Rathauses vom 2. April – 30. Mai 1981. (Kölner Biographien, Bd. 16). Histor. Archiv, Köln 1981, S. 56.
- Archiv der Sozialen Demokratie. Bildarchiv. 3 Fotos aus dem Jahr 1947.

| Vorgänger        | Amt                                           | Nachfolger        |
| ---------------- | --------------------------------------------- | ----------------- |
| Theodor Lieser   | Oberbürgermeister von Halle (Saale) 1945–1946 | Karl Pretzsch     |
| Heinrich Troeger | Oberbürgermeister von Jena 1946–1947          | Johannes Herdegen |

| Personendaten    | Personendaten                                                         |
| ---------------- | --------------------------------------------------------------------- |
| NAME             | Mertens, Heinrich                                                     |
| KURZBESCHREIBUNG | deutscher Publizist, Herausgeber und Bürgermeister von Halle und Jena |
| GEBURTSDATUM     | 6. Februar 1906                                                       |
| GEBURTSORT       | Düsseldorf                                                            |
| STERBEDATUM      | 16. Juni 1968                                                         |
| STERBEORT        | Österreich                                                            |